# Magic theatre
『magic theatre』（マジック　シアター）は、La'cryma Christiの3枚目のスタジオ・アルバム。

## 解説
ジャケットイラストの兎の持つギター、ベースは、メンバーが使用して来た楽器である。可愛らしいイラストだが、殺人鬼の象徴である。オリコンチャート27位。

## 収録曲
全編曲:La'cryma Christi,岡野ハジメ
1. Magic Theatre (作詞:TAKA 作曲:HIRO)
収録曲中最長の11分11秒に及ぶ楽曲である。
2. イスラエル (作詞:TAKA 作曲:HIRO)
間に呪文のようなコーラスが入っているが、これは日本語の歌詞を逆さにしたもので、歌詞カードに記載されていない歌詞である。「苦情が来るから」と記載出来ない理由がある。
3. Cry Sour Grape (作詞:TAKA 作曲:KOJI)
4. SCORPION GLASS (作詞:TAKA 作曲:SHUSE)
歌詞の内容はTAKAがTVで放送されていた神風特攻隊の特集を見て書いた。次トラック「Blossom」と繋がる。
5. Blossom (作詞:TAKA,HIRO 作曲:SHUSE)
8th single c/w。
歌詞の「君の揺れる瞳のなかで 咲いていたいのさ」とは、TAKAの女性を口説くときのセリフだったと、TBS「ワンダフル」主演時に語っている。
6. Sweet Suicide (作詞:TAKA 作曲:HIRO)
7. Subconcious Desire (作詞:TAKA 作曲:KOJI)
8. GUM (作詞:TAKA 作曲:HIRO)
歌詞のテーマは映画「スタンド・バイ・ミー」である。
9. Lime rain (作詞:TAKA 作曲:KOJI)
9th single。
10. ファシズム (作詞:TAKA 作曲:HIRO)
9th single c/w。
当初はボツにする予定だったが、LEVINが支持したため、シングル及びアルバムに収録されることになった。
シングル収録時と同じく、前曲と繋がっている。
11. 雪になって消えた二人 (作詞:LEVIN 作曲:LEVIN)
始めに「1・2・3・4」とカウントが入っているのは、この曲がセッション形式でレコーディングしたためである。なお、このカウントは、LEVINが行っている。
12. Dear Natural (作曲:HIRO)
TAKAの朗読が入っているが、歌詞カードには記載されていない。

## 演奏
La'cryma Christi
- TAKA - ボーカル
- HIRO - ギター、コーラス
- KOJI - ギター
- SHUSE - ベース、コーラス
- LEVIN - ドラムス

- 岡野ハジメ - キーボード
- 小池敦 - キーボード、シンセサイザー
- 倉嶋幸雄 - シンセサイザー